# Revín Khútor
Revín Khútor (en rus: Ревин Хутор) és un poble (un possiólok) de l'óblast d'Astracan, a Rússia, segons el cens del 2010 tenia 34 habitants.